# Molí de Dalt (Pontons)
El Molí de Dalt és un edifici prop del nucli urbà de Pontons (Alt Penedès) inclòs , com a be cultural d'interes local. . Edifici de planta quadrada, aïllat, a la confluència de les rieres del Molinot i dels Carbons. El molí de Dalt va ser construït el segle XVI-XVII. Dins del terme van ser edificats alguns molins per tal d'aprofitar les aigües de la riera de Pontons. Aigües avall del poble es troben el Molí del Mig i el Molí de Baix, avui convertit en residència de colònies escolars. Consta de soterrani, planta baixa, pis i golfes. La coberta és a dues vessants. A la part exterior són elements remarcables el portal adovellat i la galeria superior, així com els angles de l'edifici, amb carreus de pedra tallada.. Al soterrani hi ha una dependència amb volta de canó apuntat i encanyissada. En aquests moments es troba em estat ruinos.